# Unterseeboot 1194
L'Unterseeboot 1194 ou U-1194 est un sous-marin allemand (U-Boot) de type VIIC utilisé par la Kriegsmarine pendant la Seconde Guerre mondiale.
Le sous-marin fut commandé le 25 août 1941 à Danzig (Schichau-Werke), sa quille fut posée le 29 décembre 1942, il fut lancé le 5 août 1943 et mis en service le 21 octobre 1943, sous le commandement du Leutnant zur See Gerhard Nolte.
L'U-1194 n'a, ni coulé, ni endommagé de navire n'ayant pris part à aucune patrouille de guerre.
Il capitula à Cuxhaven en mai 1945 et fut sabordé en décembre 1945.

## Conception
Unterseeboot type VII, l'U-1194 avait un déplacement de 769 tonnes en surface et 871 tonnes en plongée. Il avait une longueur totale de 67,10 m, un maître-bau de 6,20 m, une hauteur de 9,60 m, un tirant d'eau de 4,74 m et un tirant d'air de 4,86 m. Le sous-marin était propulsé par deux hélices de 1,23 m, deux moteurs diesel Germaniawerft M6V 40/46 de 6 cylindres en ligne de 1 400 cv à 470 tr/min, produisant un total de 2 060 à 2 350 kW en surface et de deux moteurs électriques Allgemeine Elektricitäts-Gesellschaft 460/8-276 de 375 cv à 295 tr/min, produisant un total 550 kW, en plongée. Le sous-marin avait une vitesse en surface de 17,7 nœuds (32,8 km/h) et une vitesse de 7,6 nœuds (14,1 km/h) en plongée. Immergé, il avait un rayon d'action de 93 milles marins (150 km) à 4 nœuds (7,4 km/h; 4,6 milles par heure) et pouvait atteindre une profondeur de 230 m. En surface son rayon d'action était de 9 426 milles nautiques (soit 15 170 km) à 10 nœuds (19 km/h).
L'U-1194 était équipé de cinq tubes lance-torpilles de 53,3 cm (quatre montés à l'avant et un à l'arrière) et embarquait quatorze torpilles. Il était équipé d'un canon de 8,8 cm SK C/35 (220 coups), d'un canon de 20 mm Flak C30 en affût antiaérien et d'un canon 37 mm Flak M/42 qui tire à 15 350 mètres avec une cadence théorique de 50 coups par minute. Il pouvait transporter 26 mines Torpedomine A ou 39 mines Torpedomine B. Son équipage comprenait 4 officiers et 44 à 56 sous-mariniers.

## Historique
Il fut affecté comme navire-école dans la 22. Unterseebootsflottille jusqu'au 28 février 1945, puis il reçut sa formation de base au sein de la 31. Unterseebootsflottille.
Servant de navire de formation pour les équipages, l'U-1194 n'a jamais participé à une patrouille ou à un combat.
L'U-1194 se rend aux forces alliées le 9 mai 1945 à Cuxhaven, en Allemagne.
Le 23 juin 1945, il est transféré via Wilhelmshaven au point de rassemblement du Loch Ryan en vue de l'opération Deadlight, opération alliée pour la destruction de la flotte d'U-Boote de la Kriegsmarine. 
L'U-1194 est coulé le 22 décembre 1945 à 4 h 0 du matin à la position 55° 59′ N, 9° 55′ O, par l'artillerie du destroyer HMS Onslow.

## Affectations
- 22. Unterseebootsflottille du 21 octobre 1943 au 28 février 1945 (Navire-école).
- 31. Unterseebootsflottille du 1er mars 1945 au 8 mai 1945 (Période de formation).

## Commandement
- Oberleutnant zur See Gerhard Nolte du 21 octobre 1943 au 11 octobre 1944.
- Kapitänleutnant Karl-Heinz Laudahn du 12 octobre 1944 au 19 novembre 1944.
- Oberleutnant zur See Herbert Zeissler du 20 novembre 1944 au 9 mai 1945.